# ملودی تورنتون
 ملودی تورنتون (انگلیسی: Melody Thornton؛ زاده ۲۸ سپتامبر ۱۹۸۴) یک موسیقی‌دان اهل ایالات متحده آمریکا است.